# Cominella ellisoni
Cominella ellisoni is een slakkensoort uit de familie van de Buccinidae. De wetenschappelijke naam van de soort is voor het eerst geldig gepubliceerd door Marwick.